# Gà Asil

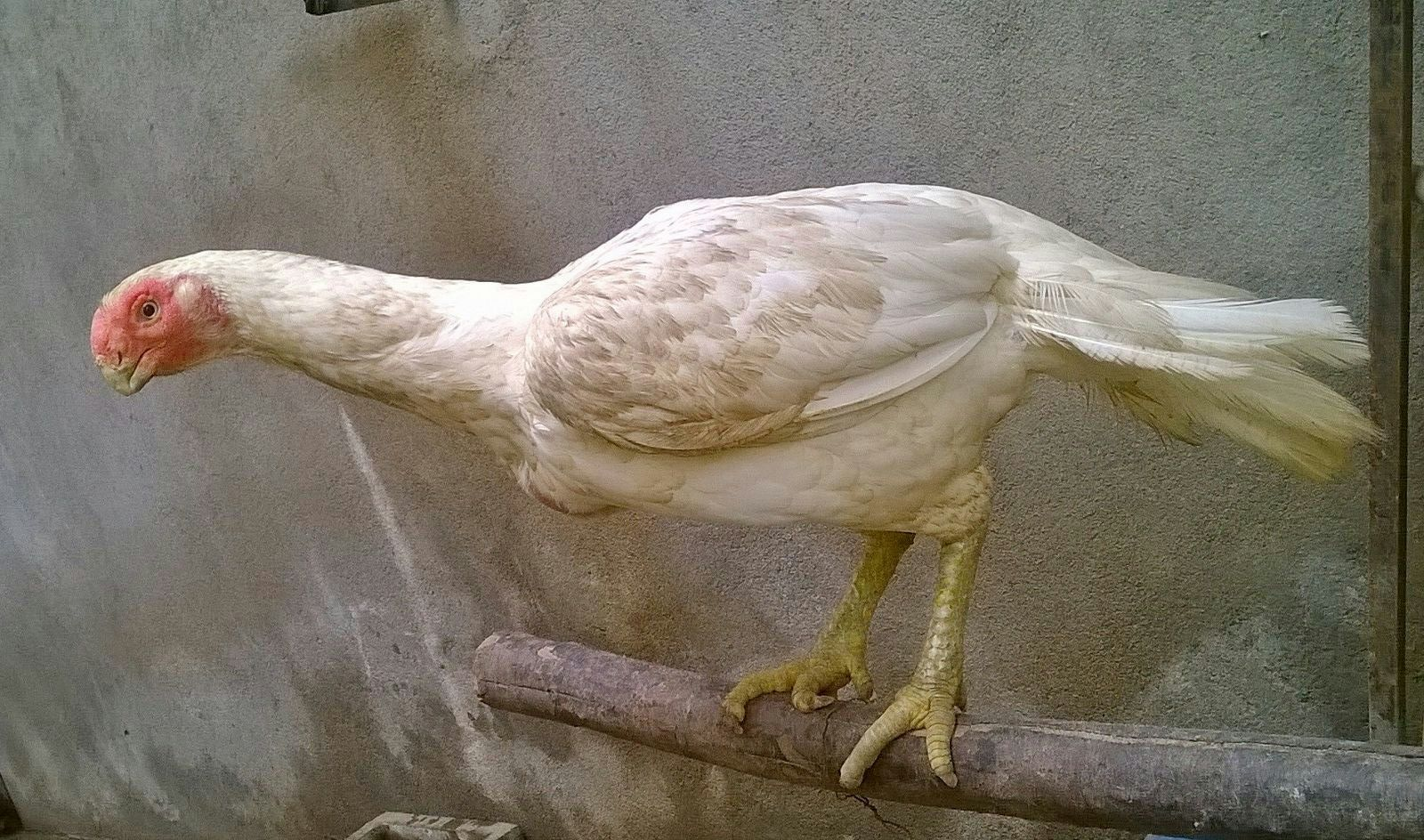
Gà Asil

Gà Asil là một giống gà có nguồn gốc từ vùng Ấn Độ, chúng được sử dụng làm gà chọi. Một số nơi, chúng cũng được ưa chuộng để nuôi là gà kiểng.

## Đặc điểm
Gà Asil phải có vai rộng và cánh khép sát thân (carry against), góc lưng của Asil khoảng 45 độ. Thân gà Asil rất cơ bắp nhưng gọn gàng.

### Phần đầu
Dạng đầu Asil tròn trĩnh và rộng, mắt trắng (pearl) và được bảo vệ bởi gò lông mày và gò má nhô cao, mồng trích hay mồng dâu thấp nhỏ ngoại trừ biến thể mồng lá, mỏ tương đối rộng bản. Đoạn nối giữa đầu và cổ có lối thắt sọ điển hình. Mặt thường đỏ bừng, tuy nhiên Asil mặt lọ xuất hiện ở Nam Ấn. Mô trên mặt phải là mô cơ. Mặt gà với nhiều mô mỡ (flesh) không có lợi khi thi đấu. Mô mặt sẽ nhanh chóng sưng phồng và che lấp mắt. Tích phải triệt tiêu, chỉ còn lại dấu vết.
Gà Asil có nhiều kiểu mồng và mỏ, Asil Bắc Ấn thông qua Reza Asil có mồng dâu (ba khía). Asil Nam Ấn thông qua Malay và Madras Asil có cả mồng dâu (ba khía) lẫn mồng trích. Khi nói về Bắc Ấn nghĩa là tính cả Pakistan và Bangladesh. Reza Asil thì có mồng dâu ba khía nhỏ, Kulang Asil (Nam Ấn và Malay) thì có mồng trích. Asil mồng lá còn gọi là Bhaingam kiểu Pakistan
Loại Asil Bắc Ấn có mồng dâu ba khía và mỏ tương đối lớn, tương tự như mỏ ưng. Asil Nam Ấn thường có mỏ ngắn, rộng bản như tam giác. Asil Bắc Ấn (kể cả Reza) và Asil Nam Ấn phải có mắt trắng ngọc trai. Mắt đỏ hay vàng là lỗi. Mắt phớt vàng có thể thấy ở gà tơ nhưng sau chuyển thành trắng-ngọc trai. Đôi khi mắt vằn tia máu (bloodshot), đây là dấu hiệu của sinh khí. Mắt phải nằm sâu trong hốc mắt và được bảo vệ bởi gò lông mày và gò má lồi. 

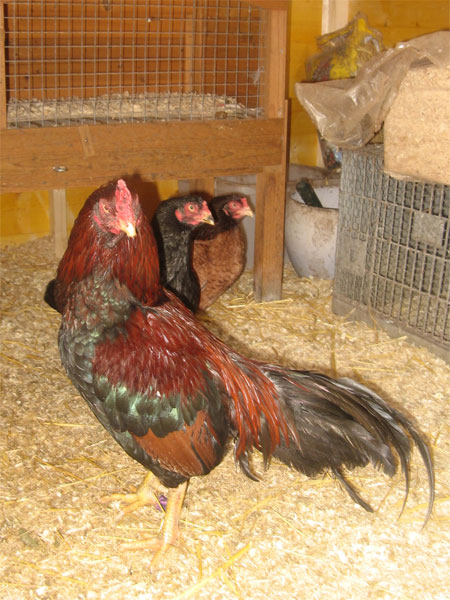
Gà Reza

### Chân
Về phần chân, những màu chính ở gà Asil bao gồm trắng ngà, vàng, đen, xám và xanh lục. Cán vàng và xanh lục với những đốm đen như ở gà Shamo không phải là chuẩn mực ở gà Asil. Cán sẫm màu thường thấy ở Asil Nam Ấn. Một số cá thể vảy rất sần sùi, hơi vênh lên một chút nhưng không phải là dấu hiệu của bệnh sùng chân, loại vảy thô ráp sẽ tăng thêm tổn thương cho đối thủ. Cán gà Asil không tròn phải vuông vức. Ở một số nơi, Reza Asil được lai tạo để đáp ứng với thể loại đá cựa như cựa tháp (postiza), cựa dao (slasher), cựa tròn (gaff) hay những loại cựa nhân tạo khác. Điều này khiến Reza Asil phân hóa thành loại thanh mảnh hoặc thấp gọn.

## Ở châu Mỹ
Asil là một giống gà phức tạp. Gà Asil thường được chia làm ba loại chính Reza Asil, Bắc Ấn và Nam Ấn. Bên cạnh dòng chính còn có rất nhiều biến thể. Một số thể hiện những đặc điểm thể hình riêng biệt. Để các nhà lai tạo Asil ở khắp nơi trên thế giới có thể nhận biết. Ở Argentina có loại gà Asil, những cá thể "Asil Argentino" này được xuất khẩu sang những quốc gia châu Mỹ khác. Chúng đá loại cựa sắt gọi là "puone", dạng cựa hình nón thấp. Gà đá thể loại này gan lỳ, dai sức và mạnh khỏe. Điều này tùy thuộc vào loại gà Asil.
Chúng được tạo theo hướng cực kỳ gọn gàng (compact). Một ví dụ thực sự về loại gà lực. Người khác lại cản Asil theo hướng thanh mảnh (elegan). Loại gà này được cản để đá thể loại cựa sắt như cựa dao và cựa tròn. Hướng lai tạo tập trung vào các phẩm chất chiến đấu như tốc độ và sự nhanh nhẹn. Những biến thể này được lai tạo với mục đích tối ưu hóa thể loại cựa (sắt hay plastic), chẳng hạn như cựa tròn, cựa dao hay cựa tháp. Gà Asil sử dụng cựa nhân tạo phải tốc độ, nhanh nhẹn và thật chính xác.